# Canon EOS 5D Mark IV
Canon EOS 5D Mark IV là Máy ảnh DSLR bán chuyên full-frame 30,1 megapixel sản xuất bởi Canon.
Nối tiếp EOS 5D Mark III, 5D Mark IV được công bố vào ngày 25-8-2016, nó được lên kế hoạch bán ra thị trường vào tháng 9-2016 với giá $3,499 tại Mỹ, £3,599 tại Anh, và €4,129 tại khu vực châu Âu.
5D Mark IV được bán kèm chỉ thân máy hoặc kèm ống kit mới EF 24-105mm f/4L IS II USM hoặc EF 24-70mm f/4L IS USM; giá chỉ thân máy là US$3,499, với kit 24-105 f/4L IS II là $4,599, với 24-70 f/4L IS là $4,399. Tại Việt Nam, dự kiến trong tháng 9 Canon sẽ có chương trình ra mắt 5D Mark IV.

## Đặc điểm[1][2]

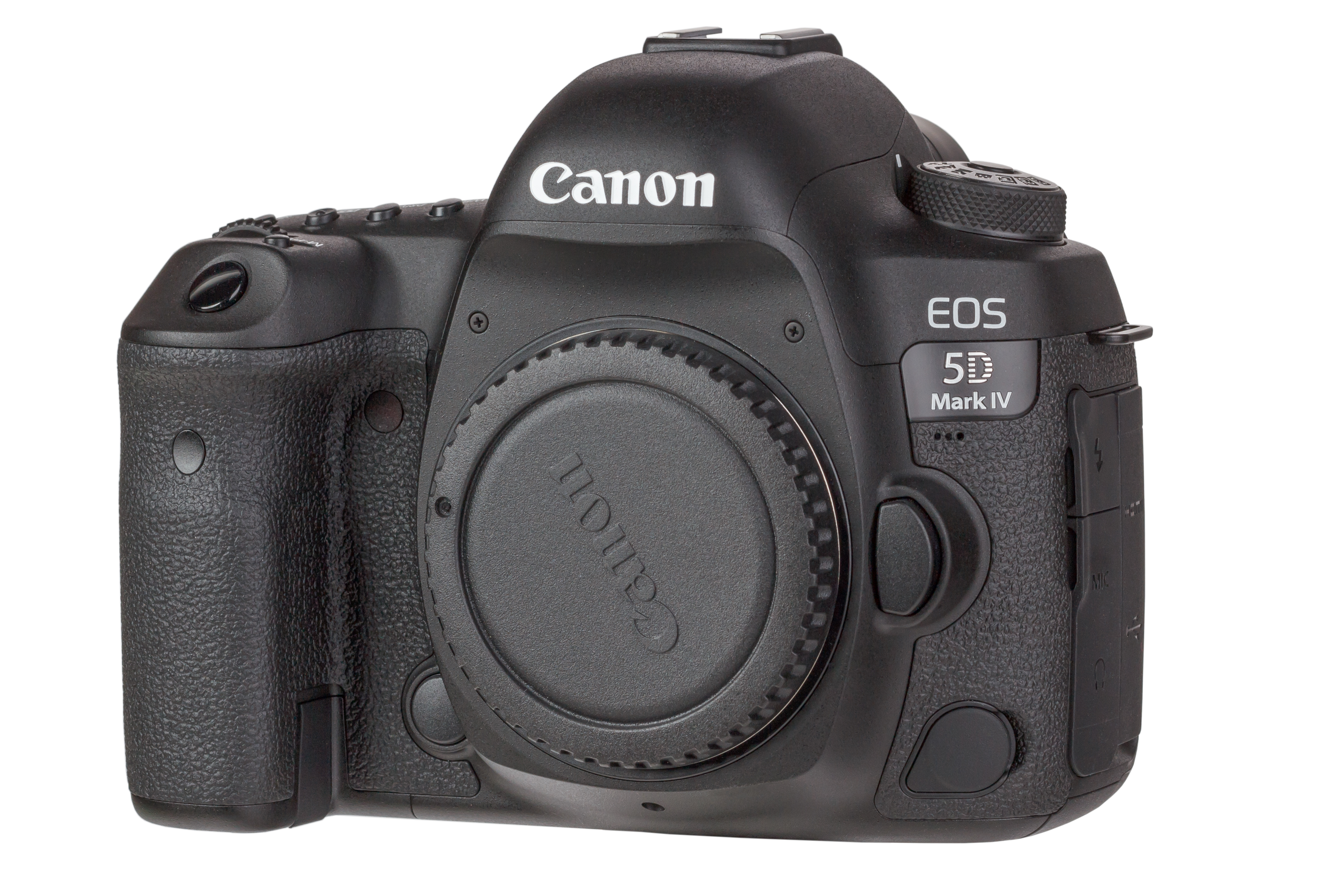
Front view

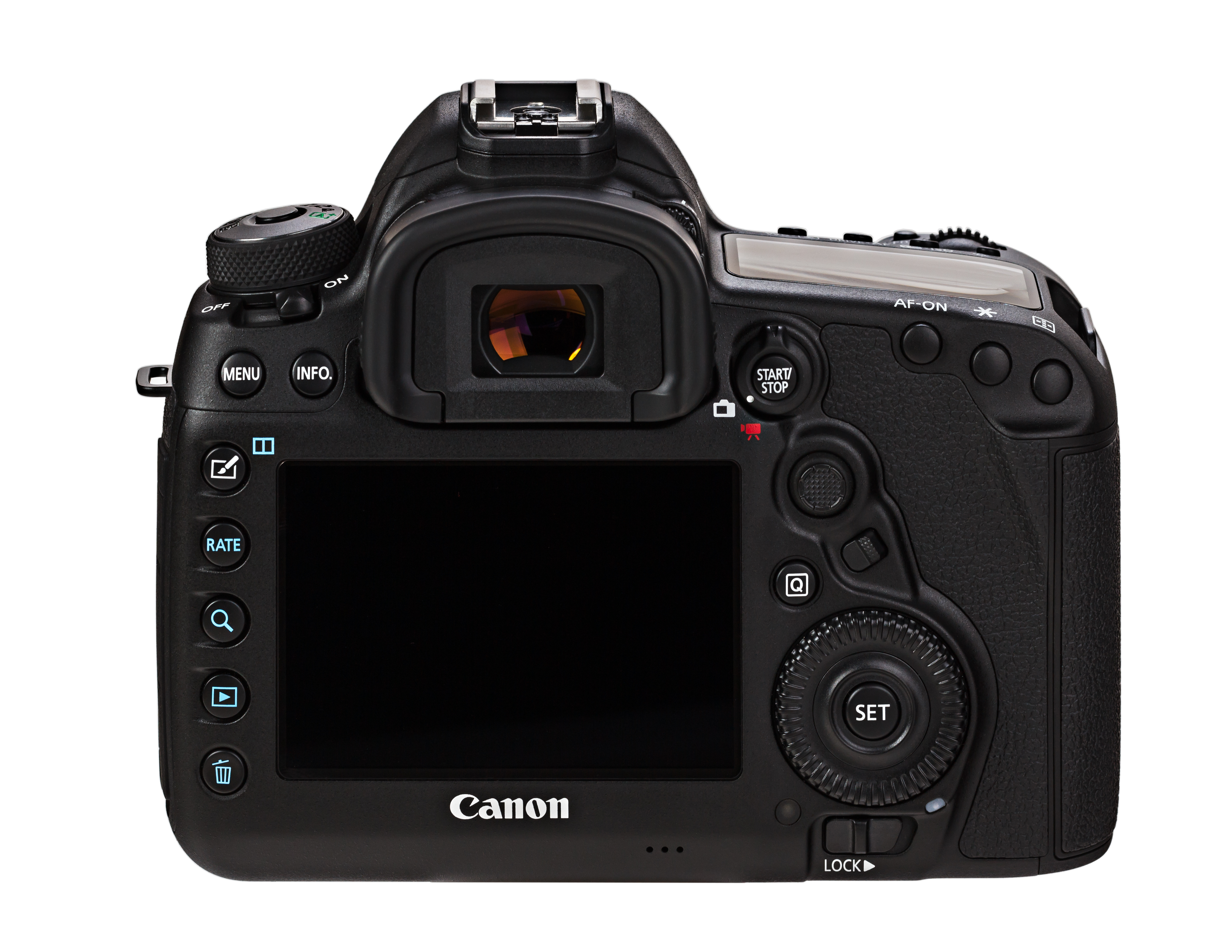
Rear view

Những điểm mới so với 5D Mark III là:
- DCI 4K (4096×2160) lên tới 30 hình/s (29.94 fps) trong 29'59"
- quay video Full HD (1920×1080) lên tới 60 hình/s, HD lên tới 120 hình/s
- Chụp liên tiếp lên tới 7 hình/s; 4,3 hình/s với Dual Pixel CMOS AF
- Tất cả các điểm lấy nét hỗ trợ khẩu độ f/8, hệ thống lấy nét độ nhạy cao II 61 điểm với 41 điểm loại ngang dọc, cả 61 điểm đều nhạy tới -3 EV; khu vực lấy nét được mở rộng theo chiều thẳng đứng
- Các điểm lấy nét liên tục sáng đỏ
- Intelligent Viewfinder II
- Thừa kế AI Servo AF III với EOS iTR AF từ EOS 7D Mark II và EOS-1D X Mark II
- GPS tích hợp dùng cho gắn thẻ địa lý và khớp với giờ UTC: tương thích với 3 hệ thống định vị toàn cầu gồm GLONASS, GPS, Michibiki
- dải ISO chuẩn từ 100-25600 ở Mark III lên 100-32000.
- Anti-flicker (có trong EOS 7D Mark II và EOS-1D X Mark II) – loại bỏ sự nhấp nháy khi chụp trong điều kiện ánh sáng nhân tạo
- Màn hình LCD cảm ứng, các nhà quay phim có thể dùng chọn điểm lấy nét khi quay phim.
- Wi-Fi, NFC cho chuyển file không dây (với bộ phát không dây)
- Hệ thống điều khiển gương lật mới
- Phong cách ảnh "Fine Detail"
- Dual Pixel CMOS AF với Dual Pixel RAW: cho bokeh shift, microadjustments, giảm "bóng ma" và lóe hình
- Digital lens optimizer cho chụp hình JPEG, thừa kế từ EOS-1D X Mark II
- Tích hợp time-lapse